# Campeonato Uruguayo de Primera División 1938
El Campeonato Uruguayo 1938 fue el 35° torneo de Primera División del fútbol uruguayo, correspondiente al año 1938. Contó con la participación de 11 equipos, los cuales se enfrentaron en sistema de todos contra todos a dos ruedas.
El campeón fue el Club Atlético Peñarol que sumó su cuarto título consecutivo, lo que significaría el primer tetracampeonato logrado por un equipo en la historia de la primera división. Mientras que en la lucha por la promoción el Liverpool Fútbol Club derrotó en una serie a tres partidos al Club Atlético Progreso, campeón de la divisional Intermedia de 1937.

## Campeonato

### Tabla de posiciones
| Pos. | Equipo               | PJ | PG | PE | PP | GF | GC | Dif. | Pts. |
| ---- | -------------------- | -- | -- | -- | -- | -- | -- | ---- | ---- |
| 1º   | Peñarol              | 20 | 16 | 2  | 2  | 62 | 24 | +38  | 34   |
| 2º   | Nacional             | 20 | 14 | 3  | 3  | 59 | 20 | +39  | 31   |
| 3º   | Central              | 20 | 9  | 7  | 4  | 36 | 26 | +10  | 25   |
| 4º   | Montevideo Wanderers | 20 | 9  | 4  | 7  | 35 | 27 | +8   | 22   |
| 5º   | Bella Vista          | 20 | 6  | 8  | 6  | 24 | 30 | -6   | 20   |
| 6º   | Defensor             | 20 | 6  | 7  | 7  | 37 | 35 | +2   | 19   |
| 7º   | River Plate          | 20 | 6  | 7  | 7  | 27 | 37 | -10  | 19   |
| 8º   | Racing               | 20 | 4  | 8  | 8  | 23 | 30 | -7   | 16   |
| 9º   | Sud América          | 20 | 5  | 4  | 11 | 32 | 54 | -22  | 14   |
| 10º  | Rampla Juniors       | 20 | 3  | 7  | 10 | 28 | 45 | -17  | 13   |
| 11º  | Liverpool            | 20 | 1  | 5  | 14 | 17 | 52 | -35  | 7    |

|                                                   |
| Uruguay                                           |
| Campeón Uruguayo 1938 Peñarol 14.to título de AUF |

### Desempate por el ascenso y descenso
|  | Liverpool | 3:1     | Progreso |  |  |
|  |           | Reporte |          |  |  |

|  | Progreso | 3:2     | Liverpool |  |  |
|  |          | Reporte |           |  |  |

|  | Liverpool | 2:1     | Progreso |  |  |
|  |           | Reporte |          |  |  |

- Liverpool se mantuvo en la Primera División y Progreso permanece en la Divisional Intermedia.

### Equipos clasificados

#### Copa Aldao 1938
|   | Equipo  | Clasificación como                   |
| - | ------- | ------------------------------------ |
| 1 | Peñarol | Campeón del Campeonato Uruguayo 1938 |

### Fixture
| Peñarol              | 2-0 | Liverpool      |
| River Plate          | 3-2 | Nacional       |
| Montevideo Wanderers | 2-0 | Racing         |
| Central              | 1-1 | Bella Vista    |
| Sud América          | 4-2 | Rampla Juniors |

| Nacional    | 2-0 | Montevideo Wanderers |
| Peñarol     | 3-2 | Defensor             |
| Bella Vista | 5-3 | Sud América          |
| Central     | 5-3 | Liverpool            |
| Racing      | 2-2 | Rampla Juniors       |

| Peñarol     | 4-2 | Bella Vista    |
| Nacional    | 4-2 | Central        |
| Sud América | 3-1 | Racing         |
| Defensor    | 1-1 | Rampla Juniors |
| Liverpool   | 0-0 | River Plate    |

| Nacional             | 6-0 | Rampla Juniors |
| Liverpool            | 1-4 | Racing         |
| Defensor             | 3-2 | River Plate    |
| Montevideo Wanderers | 2-1 | Bella Vista    |
| Peñarol              | 6-0 | Sud América    |

| Peñarol              | 2-1 | River Plate |
| Nacional             | 3-0 | Liverpool   |
| Central              | 5-0 | Defensor    |
| Rampla Juniors       | 5-0 | Bella Vista |
| Montevideo Wanderers | 3-1 | Sud América |

| Nacional             | 1-0 | Racing         |
| Montevideo Wanderers | 2-1 | Peñarol        |
| River Plate          | 1-0 | Rampla Juniors |
| Defensor             | 7-0 | Liverpool      |
| Sud América          | 1-1 | Central        |

| Peñarol              | 2-2 | Central     |
| Nacional             | 4-0 | Bella Vista |
| Montevideo Wanderers | 0-0 | Defensor    |
| Racing               | 0-0 | River Plate |
| Sud América          | 2-1 | Liverpool   |

| Nacional             | 4-1 | Sud América    |
| Peñarol              | 4-2 | Rampla Juniors |
| Montevideo Wanderers | 2-0 | Central        |
| Bella Vista          | 0-0 | River Plate    |
| Defensor             | 1-1 | Racing         |

| River Plate    | 5-1 | Montevideo Wanderers |
| Rampla Juniors | 1-1 | Liverpool            |
| Bella Vista    | 2-1 | Defensor             |
| Central        | 1-1 | Racing               |
| Peñarol        | 3-1 | Nacional             |

| Central        | 2-1 | River Plate          |
| Peñarol        | 3-1 | Racing               |
| Rampla Juniors | 2-1 | Montevideo Wanderers |
| Liverpool      | 1-1 | Bella Vista          |
| Defensor       | 3-0 | Sud América          |

| River Plate          | 2-0 | Sud América    |
| Nacional             | 4-2 | Defensor       |
| Racing               | 0-0 | Bella Vista    |
| Montevideo Wanderers | 5-0 | Liverpool      |
| Central              | 2-1 | Rampla Juniors |

| Peñarol     | 2-1  | Liverpool            |
| Nacional    | 10-0 | River Plate          |
| Racing      | 2-1  | Montevideo Wanderers |
| Central     | 0-0  | Bella Vista          |
| Sud América | 3-3  | Rampla Juniors       |

| Nacional       | 3-0 | Montevideo Wanderers |
| Peñarol        | 2-0 | Defensor             |
| Bella Vista    | 1-1 | Sud América          |
| Central        | 2-2 | Liverpool            |
| Rampla Juniors | 2-0 | Racing               |

| Peñarol     | 1-0 | Bella Vista    |
| Nacional    | 2-0 | Central        |
| Sud América | 4-2 | Racing         |
| Defensor    | 4-1 | Rampla Juniors |
| River Plate | 3-1 | Liverpool      |

| Nacional    | 3-0 | Rampla Juniors       |
| Racing      | 2-0 | Liverpool            |
| Defensor    | 1-1 | River Plate          |
| Bella Vista | 1-0 | Montevideo Wanderers |
| Peñarol     | 6-1 | Sud América          |

| Peñarol              | 7-0 | River Plate |
| Nacional             | 2-1 | Liverpool   |
| Central              | 3-2 | Defensor    |
| Rampla Juniors       | 1-1 | Bella Vista |
| Montevideo Wanderers | 3-2 | Sud América |

| Racing               | 2-1 | Nacional       |
| Montevideo Wanderers | 2-2 | Peñarol        |
| River Plate          | 1-1 | Rampla Juniors |
| Liverpool            | 3-1 | Defensor       |
| Central              | 4-1 | Sud América    |

| Peñarol              | 2-1 | Central     |
| Nacional             | 1-1 | Bella Vista |
| Montevideo Wanderers | 1-1 | Defensor    |
| Racing               | 1-1 | River Plate |
| Sud América          | 2-0 | Liverpool   |

| Nacional    | 2-2 | Sud América          |
| Peñarol     | 5-2 | Rampla Juniors       |
| Central     | 1-0 | Montevideo Wanderers |
| Bella Vista | 2-1 | River Plate          |
| Defensor    | 2-2 | Racing               |

| River Plate    | 1-1 | Montevideo Wanderers |
| Rampla Juniors | 0-0 | Liverpool            |
| Defensor       | 3-2 | Bella Vista          |
| Central        | 0-0 | Racing               |
| Nacional       | 2-1 | Peñarol              |

| Central              | 2-0 | River Plate    |
| Peñarol              | 4-2 | Racing         |
| Montevideo Wanderers | 4-1 | Rampla Juniors |
| Bella Vista          | 3-1 | Liverpool      |
| Defensor             | 1-0 | Sud América    |

| River Plate          | 4-1 | Sud América    |
| Nacional             | 2-2 | Defensor       |
| Bella Vista          | 1-0 | Racing         |
| Montevideo Wanderers | 5-1 | Liverpool      |
| Central              | 2-1 | Rampla Juniors |